# Ocupación japonesa de Nueva Guinea
La ocupación japonesa de Nueva Guinea fue la ocupación militar de la isla de Nueva Guinea por parte del Imperio del Japón desde 1941 hasta 1945 durante la Segunda Guerra Mundial, cuando las fuerzas japonesas capturaron la ciudad de Rabaul.

## Antecedentes
La isla de Nueva Guinea estaba dividida por dos países, los Países Bajos (Indias Orientales Neerlandesas) y Australia (Territorio de Papúa). Los japoneses tomaron el control de la isla durante la campaña de Nueva Guinea cuando las fuerzas japonesas iniciaron una invasión de Nueva Guinea, principalmente la parte norte de la isla, y se apoderaron de la ciudad de Rabaul. Las fuerzas japonesas también ocuparon posteriormente Hollandia (hoy conocida como Jayapura) y la establecieron como su capital durante su ocupación en Nueva Guinea. Las fuerzas japonesas solo ocuparon la región norte de la actual Papúa Nueva Guinea, pero capturaron la mayor parte de la actual Papúa Occidental.

## Administración

### Hollandia
Las fuerzas japonesas capturaron y ocuparon Hollandia en abril de 1942 y la establecieron como la capital de la administración. La Armada Imperial Japonesa estableció una base en el puerto de Jayapura en 1942. La Armada también ancló sus barcos en la bahía de Humboldt y luego agregó tropas de infantería para fortalecer a sus infantes de marina. Según los Aliados, había dos regimientos de infantería en Papúa y un regimiento de infantería de marina.
Los holandeses habían tratado de aumentar el comercio de Papúa, pero los japoneses lo aumentaron aún más. Más tarde, los japoneses establecieron la Universidad de Cenderawasih en 1943. En Hollandia, los japoneses obligaron a los papúes nativos a construir carreteras y en el lago Sentani había tres aeródromos construidos con trabajo manual. La ocupación de Jayapura fue descrita como la peor de todas las Indias Orientales Neerlandesas.
En abril de 1944, las tropas estadounidenses entraron en Hollandia y lucharon con las fuerzas japonesas que luego terminaron en una victoria para los aliados con las tropas estadounidenses ocupando la ciudad.

### Sentani
La ciudad de Sentani fue ocupada por fuerzas japonesas en 1943, que luego terminó en 1944, cuando las tropas aliadas reunieron a 800 soldados japoneses y los mataron a todos.

### Kavieng
La ciudad de Kavieng en Nueva Irlanda fue ocupada por las fuerzas japonesas en enero de 1941 y los japoneses establecieron allí una base militar, más pequeña que la de Rabaul. La ciudad fue bombardeada con frecuencia por las fuerzas aliadas durante 1943-1944 hasta que fue liberada por las tropas australianas y estadounidenses en 1945. Hay muchos barcos hundidos de los japoneses en la costa de Kavieng, que ahora es un popular destino turístico. Casi todo el pueblo fue destruido después de que las tropas aliadas lo recuperaran debido a los bombardeos en el área.

### Rabaul
El 23 de enero de 1942, 5000 fuerzas japonesas capturaron Rabaul. Había alrededor de 100 barcos atracados en el puerto de Simpson, y muchos coreanos, británicos e indios se vieron obligados a trabajar en Rabaul. A lo largo de la guerra, los submarinos australianos destruyeron barcos japoneses, que ahora son famosos en Rabaul. El 13 de septiembre de 1945, las tropas australianas capturaron la ciudad y pusieron fin a la ocupación.

## Demografía
La mayoría de las personas eran papúes nativos, pero había muchos japoneses que eran principalmente soldados. Hubo una gran cantidad de chinos que fueron deportados de otras regiones ocupadas de Nueva Guinea y enviados a Rabaul. Hubo pequeñas cantidades de británicos, indios, coreanos y taiwaneses de otras partes del imperio que fueron deportados a Nueva Guinea.

## Crímenes de guerra
Los japoneses no dudaron en dispararle a cualquiera según las fuerzas aliadas y, a menudo, trataron a los neoguineanos con extrema brutalidad. Muchos murieron en el acto si no escuchaban lo que decían las tropas japonesas.